# Rellotge analemàtic

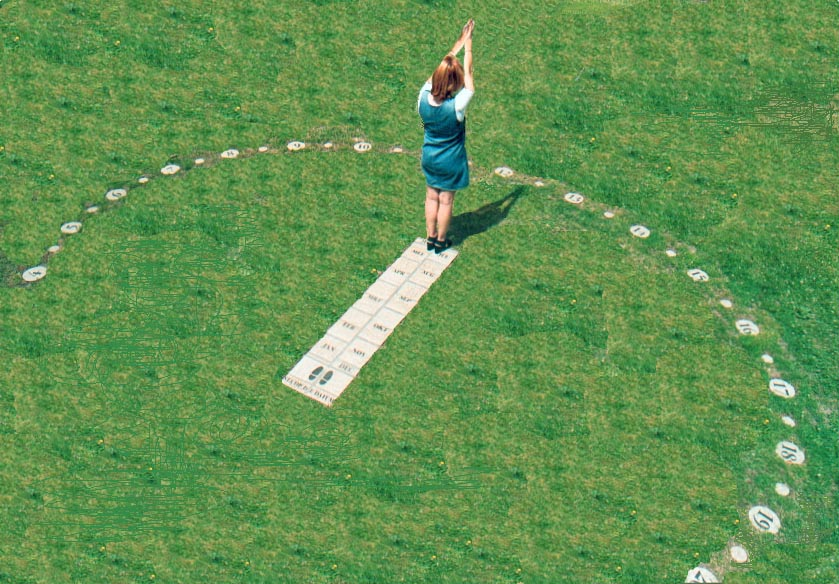
El rellotge analemàtic sol trobar-se en les zones enjardinades dels parcs i museus de la ciència, generalment el visitant amb la seva pròpia ombra indica les hores a l'escala.

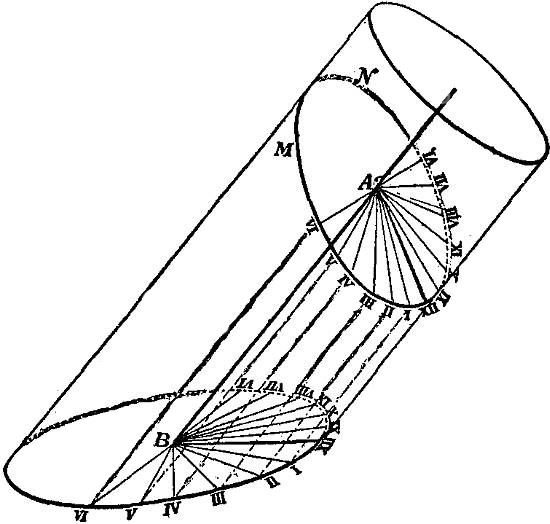
Fonament de l'escala horària dels rellotges analemàtics en fer una projecció ortonormal sobre el pla de l'horitzó.

El  rellotge analemàtic  és un tipus de rellotge de sol. Sol estar dissenyat en una superfície horitzontal i l'escala horària s'ubica al perímetre d'una el·lipse. Aquest rellotge, dissenyat per primera vegada al segle xvii, es diferencia dels  habituals  que no empra la projecció gnomònica. El traçat d'aquest tipus de rellotges es fonamenta en la projecció ortogràfica dels cercles de la esfera celeste. Tenen com a característica que el gnòmon vertical s'ha d'ajustar a la data de lectura.
La denominació  analema  en la denominació d'aquest rellotge és origen de confusió avui dia amb l'analema celeste i és certament problemàtic. El rellotge d'aquest tipus té diversos usos fora de la mesura del temps, sent un instrument capaç de proporcionar orientació.

## Història
Amb l'adveniment dels estudis realitzats en cartografia i en la millora realitzada sobre l'estudi geomètric de les projeccions cartogràfiques proporciona noves idees a la gnomònica. En 1640 el geòmetra francès Vaulezard publica un article d'un rellotge que té les hores indicades en circumferències i el·lipses, introduint així la teoria de l'anamorfosi a la gnomònica. El rellotge més antic analemàtic es troba en una església de Brou a Bourg-en-Bresse prop de Lió. Després de la seva invenció aquest tipus de rellotges va ser transformat en peces de precisió.:
El desenvolupament teòric d'aquest tipus de rellotges proporcionar una familia anomenada rellotges solars projectius, aquests rellotges empren les variants de la projecció azimutal, com és el cas de la de Lambert. Aquests desenvolupaments van ser realitzats per Samuel Foster ( Elliptical or Azimuthal Horologiography ) i Joseph Lalande.

## Característiques
La idea teòrica fonamental després d'aquest tipus de rellotges és la projecció ortogràfica dels punts celestes notables ja emprats tradicionalment a la gnomònica. Sol dissenyar en la majoria dels casos en superfícies horitzontals i sol tenir les hores marcades en una escala de punts ubicada al perímetre d'una el·lipse. Sent, a més el gnòmon vertical i es desplaça al llac d'una escala de mesos situada en l'eix menor de l'el·lipse. El gnòmon s'ajusta a la data d'observació, indicada en una escala. La intersecció de l'ombra del gnòmon sobre l'escala horària de l'el·lipse indicarà la hora solar. És freqüent que aquest rellotge es trobi dibuixat en un sòl, i l'observador col·locat en l'escala de mesos proporcioni l'ombra de mesura amb el seu propi cos.

## Rellotge analemàtic horitzontal
El rellotge es compon de dues escales, una escala horària i una altra de dates. El rellotge es traça sobre una secció cònica anomenada el·lipse (anomenada  el·lipse horària  per ser la corba que conté l'escala horària), aquesta el·lipse es determina mitjançant el seu eix major i menor. L'eix major es traça sobre l'eix Est-Oest i el menor sobre el meridià (eix Nord-Sud).

### Construcció de l'escala horària
La projecció ortogonal de la corba horària és sobre l'horitzó del lloc és una el·lipse. Els punts continguts de la corba horària formen un cilindre d'eix la rotació terrestre, aquest cilindre interseca sobre l'horitzó formant una el·lipse. Suposant que {\displaystyle \varphi } és la latitud del lloc on es construirà el rellotge i que l'eix major de l'el·lipse s'indica mitjançant  a 's'ha de l'eix menor d'aquesta cònica serà:
{\displaystyle b=a\sin \varphi }
És a dir que un rellotge de sol analemàtic construït per a la Porta del Sol de Madrid situada a 40° 25 '0,60 "de latitud (és a dir 40.416833° graus) amb un eix major previst de 10 metres necessitaria d'un eix menor de 6.48 metres. Amb aquesta fórmula sabrem la dimensió i àrea del rellotge. S'escull el valor de a, de manera que una persona d'estatura mitjana pugui proporcionar ombra sobre l'escala a qualsevol època de l'any.
Sent  t  les hores solars indicades des del migdia, és a dir que t = 1 és la primera hora de la tarda, t = 2 la segona, i així successivament. S'ha de les hores formen amb l'eix major un angle anomenat {\displaystyle \theta } de manera que es detallen els punts horaris sobre l'el·lipse seguint la fórmula:
{\displaystyle \tan \theta ={\frac {\tan(15^{\circ }\times t)}{\sin \phi }}}

### Escala de dates
L'escala de dates és realment una conversió de la declinació solar amb els diversos dies de l'any, és freqüent que es distribueixi per mes s, o que es distribueixin en una escala zodiacal. Si {\displaystyle \phi } és la latitud del lloc on es construirà el rellotge, s'haurà de per a una declinació solar hi ha un Z on s'ha d'ubicar el gnòmon, tal que:
{\displaystyle Z=\tan \delta \cos \phi }
De tal manera que els extrems de la declinació solar es troben als dos extrems: ± 23.5° de l'obliqüitat de l'eclíptica (és a dir en tots dos solsticis). El zero de l'escala coincideix amb els dos dies equinociales. Aquesta escala se situa centrada en l'eix menor de l'el·lipse i és el lloc on es s'ubica verticalment el gnòmon o objecte allargat que proporcioni l'ombra.

## Usos
Un dels usos més difosos és el de proporcionar el temps solar. No obstant això pot emprar-se com dispositiu similar a una brúixola si es combina amb un rellotge solar. En aquest cas un rellotge solar estiloaxial es munta en una mateixa superfície juntament amb un rellotge analemàtic. Si es gira en azimut la superfície fins que tots dos rellotges solars proporcionin la mateixa hora, en aquest cas se sap la direcció nord-sud, és possible establir una direcció.